# Abzeichen für die Mitglieder der Jagdgesellschaft der NVA

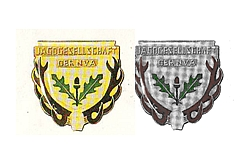
Links die Ehrennadel für besondere Leistungen im Jagdwesen der NVA, rechts das Abzeichen für die Mitglieder der Jagdgesellschaft der NVA

Das Abzeichen für Mitglieder der Jagdgesellschaft der NVA war in der Deutschen Demokratischen Republik (DDR) eine im Fachbereich des Ministeriums für Nationale Verteidigung verliehene nichtstaatliche Auszeichnung, welche am 24. März 1977, parallel zur Ehrennadel für besondere Leistungen im Jagdwesen der NVA vom Stellvertreter des Ministers und Chefs der Rückwärtigen Dienste mit Anordnungsnummer 7/77 eingeführt wurde. Das Abzeichen wurde von ihren Mitgliedern zum Zeichen der Mitgliedschaft getragen.

## Verleihungsbedingungen
Die Ehrennadel konnte an alle Mitglieder der Jagdgesellschaft der NVA verliehen werden, die durch ihre Arbeit bzw. Tätigkeit bedeutend zu der Entwicklung des Jagdwesens beigetragen haben, ferner auch für hervorragende Ergebnisse auf jagdwirtschaftlichem Gebiet sowie für Verdienste bei der Zucht von Jagdhunden, als Falkner oder Frettierer. 

## Aussehen und Trageweise
Das Abzeichen ist der Ehrennadel nachempfunden, schildförmig, 20 mm hoch und breit und besteht aus Buntmetall. Es zeigt in seinem unteren spitz zulaufenden Teil ein hellbraunes Rothirschgeweih auf silberfarbenem Grund. Die Mitte des Abzeichens zeigt zwei steil gekreuzte grüne Eichenlaubzweige, in deren Mitte eine schwarze Eichel mit orangem Kopf senkrecht nach oben zeigt. Darüber befindet sich die zweizeilige Aufschrift: JAGDGESELLSCHAFT / DER NVA. Anschließend wurde die gesamte Vorderseite des Abzeichens mit Polyesterharz überzogen. An der Rückseite befindet sich eine waagerecht verlötete Nadel mit Gegenhaken. Die Ehrennadel durfte nicht zur Uniform der NVA getragen werden, allerdings zu jeder anderen Anzugsart.